# Vienna (album Ultravox)
Vienna è il quarto album in studio del gruppo musicale britannico Ultravox, pubblicato l'11 luglio 1980.
È il primo album del gruppo con Midge Ure al posto di John Foxx. Secondo Claudio Fabretti, con questo album gli Ultravox sono riusciti a catturare lo spirito degli anni '80 sintetizzandolo in una nuova formula musicale.

## Tracce
I brani sono accreditati a Warren Cann, Billy Currie, Chris Cross e Midge Ure. Tuttavia di seguito sono indicati gli effettivi autori di ogni pezzo.
1. Astradyne – 7:07 (musica: Currie, Ure, Cross, Cann)
2. New Europeans – 4:01 (testo: Cann – musica: Cross, Cann)
3. Private Lives – 4:06 (testo: Cann – musica: Currie, Cann, Cross)
4. Passing Strangers – 3:48 (testo: Cann – musica: Cann, Currie, Cross)
5. Sleepwalk – 3:10 (testo: Cann – musica: Cann, Currie)
6. Mr. X – 6:33 (Cann)
7. Western Promise – 5:18 (testo: Ure – musica: Currie, Ure, Cann, Cross)
8. Vienna – 4:53 (testo: Ure, Cann – musica: Cann, Currie, Ure, Cross)
9. All Stood Still – 4:21 (testo: Cann – musica: Cross, Cann)

Tracce bonus sulla riedizione del 2000
1. Waiting – 3:51 (testo: Midge Ure – musica: Midge Ure, Billy Currie, Warren Cann, Chris Cross)
2. Passionate Reply – 4:17 (testo: Midge Ure – musica: Billy Currie, Chris Cross, Warren Cann, Midge Ure)
3. Herr X – 5:49 (Warren Cann)
4. Alles Klar – 4:53 (musica: Warren Cann, Billy Currie)
5. Vienna (traccia video)

## Nella cultura popolare
- La poesia Vienna, contenuta nel libro Altre Stagioni di Roberto Cherubini (Phasar, 2007) è un omaggio agli Ultravox e al brano omonimo.

## Video
- I video di Passing Strangers e Vienna furono diretti dal regista Russell Mulcahy.

## Formazione
- Midge Ure – voce, chitarra, sintetizzatori
- Warren Cann – batteria, percussioni elettroniche, sintetizzatori, programmazione, voce, voce parlata in Mr.X, All Stood Still ed Herr X
- Chris Cross – basso elettrico, sintetizzatori, voce, voce parlata in All Stood Still
- Billy Currie – pianoforte, sintetizzatori, violino, viola, cori aggiuntivi in Passing Strangers